# Velda Village Hills
Velda Village Hills – wieś w Stanach Zjednoczonych, w stanie Missouri, w hrabstwie St. Louis.